# Autonome Republik Aserbaidschan
Die Autonome Republik Aserbaidschan kurz ARA (russisch Азербайджанское народное правительство ‚Aserbaidschanische Volksregierung‘, aserbaidschanisch آذربایجان میلّی حکومتی) war eine kurzlebige von der Sowjetunion gestützte Republik in Nordiran. Gegründet in Iranisch-Aserbaidschan war die Hauptstadt der ARA Täbris. Ihre Gründung und Auflösung war Teil der Irankrise, die ein Vorläufer des Kalten Krieges war.

## Vorgeschichte
Bereits im Anschluss an den Ersten Weltkrieg bzw. die russischen Revolutionswirren hatte es 1920 erstmals eine prosowjetische Autonomieregierung in Täbris gegeben, während bzw. nach dem Zweiten Weltkrieg gab es eine ähnliche Entwicklung.
Am 25. August 1941 marschierten im Rahmen der „anglo-sowjetischen Invasion Irans“ britische Truppen in den Süden und sowjetische Truppen in den Norden des Iran ein. Sowjetische Truppen aus der Armenischen und Aserbaidschanischen SSR und britische und indische  Truppen aus dem Irak betraten iranisches Territorium und übernahmen bald die Kontrolle über das Land. Im September zwangen die Briten Reza Schah Pahlavi zu Gunsten seines Sohnes Mohammad Reza Pahlavi abzudanken. Den Nordiran unter sowjetische Besatzung zu stellen, gehörte zu Stalins Plan, den Sozialismus durch Schaffung separatistischer Marionettenstaaten zu verbreiten. Die kurdische Republik Mahabad war bereits ein derartiger Staat, und die Sowjets beschlossen, auch einen separatistischen Staat für die Aserbaidschaner im Nordiran zu gründen.

## Gründung
Nach Ende des Zweiten Weltkriegs kam es am 12. Dezember 1945 auf dem ersten Nationalkongress der Demokratischen Partei in Täbris zur Ausrufung der Autonomen Republik Aserbaidschan mit Premierminister Dschaʿfar Pischewari an der Spitze der Regierung. Die Partei Pischevaris, die فرقه دمکرات, ‚Demokratische Partei‘, die auf direkte Anordnung Stalins gegründet worden war, lehnte sich gegen die Zentralregierung in Teheran auf. Ziel Stalins war es, die Ölvorkommen im Norden des Iran unter sowjetische Kontrolle zu bringen.
Dschaʿfar Pischewari, selbsternanntes Staatsoberhaupt der Republik Aserbaidschan erklärte, dass von nun an Türkisch als Amtssprache gelte. Die Regierung entsandte Verstärkung für die in Täbris stationierten Gendarmerieeinheiten, doch die Gendarmen wurden am Firuzkuh-Pass von sowjetischen Truppen am weiteren Vormarsch nach Täbris gehindert. Am 13. September 1945 erklärte die aserbaidschanische Landesgruppe der Tudeh-Partei ihre Selbstauflösung und den Übertritt in die Firqeh Demokrat Pischevaris. Premierminister Mohsen Sadr, der offiziell Protest gegen das Vorgehen der sowjetischen Truppen einlegen wollte, wurde vom sowjetischen Botschafter in Teheran nicht empfangen. Sadr trat am 21. Oktober 1945 zurück und Ebrahim Hakimi wurde neuer Premierminister.
Während dieser Zeit wurde eine Wiederbelebung der aserbaidschanischen Literatursprache, die in starkem Maße vom Persischen verdrängt worden war, mit Hilfe von Autoren, Journalisten und Lehrern aus der Aserbaidschanischen SSR vorangetrieben. Im Bestreben, eine nationale Homogenität in einem Land, dessen Hälfte der Bevölkerung aus ethnischen Minderheiten besteht, zu erreichen, hatte Reza Schah zuvor Verbote der Aserbaidschanischen Sprache zunächst in Schulen, Theatern, religiösen Zeremonien und schließlich auch in Buchveröffentlichungen erlassen. Bemerkenswert ist, dass diese Direktiven erlassen wurden, obwohl Reza Schahs Mutter Nooshafarin und seine Ehefrau Taj-Ol-Moluk Ayrimlu beide aserbaidschanischer Herkunft waren.
Am 13. Juni 1946 wurde ein Vertrag zwischen der Zentralregierung in Teheran und den Delegierten aus Aserbaidschan unter Leitung von Pischevari ausgehandelt. Nach diesem Vertrag stimmte Pischevari der Teilautonomie und dem Anschluss an den Iran zu. Das Parlament wurde in einen Provinzrat, einem System, das von der iranischen Verfassung anerkannt und berücksichtigt wurde, umgewandelt.

## Firqeh Demokrat
Die Firqeh Demokrat (Demokratische Partei) verkündete ihre Gründung am 3. September 1945 in Täbris durch eine Gruppe von kommunistischen Veteranen, geführt von Dschaʿfar Pischewari. Nach dieser Verkündung löste sich die kommunistische von den Sowjets unterstützte Tudeh-Partei ihre Abteilung in Aserbaidschan auf und befahl ihren Mitgliedern, der Firqeh Demokrat beizutreten. Die Firqeh Demokrat verbreitete sich in ganz Iranisch-Aserbaidschan und führte einen Staatsstreich durch, während die sowjetische Armee die iranischen Verstärkungen daran hinderte, die Provinz zu betreten. Während der ersten Septemberwoche 1945 erklärte die Firqeh Demokrat, die jetzt von einem Führer der revolutionären Bewegung in Gilan namens Dschaʿfar Pischewari geführt wurde, dass sie Iranisch-Aserbaidschan kontrollierten und versprach liberale demokratische Reformen und löste die Tudeh Partei auf.
Später im September 1945 autorisierte die Firqeh Demokrat auf ihrem ersten Kongress die Bildung einer Miliz, die bis Mitte November 1945 die übrig gebliebenen Regierungsstellungen in der Provinz besetzten. So wurde Iranisch Aserbaidschan eine autonome Republik unter der Leitung eines nationalen Exekutivkomitees mit 39 Mitgliedern. Der erste und einzige Ministerpräsident dieser kurzlebigen Republik war Ahmad Kordary.

## Ende
Zur selben Zeit verstärkten die USA ihre militärische Unterstützung für die Regierung in Teheran. Unter dem Druck der Westmächte zog die Sowjetunion ihre Hilfe für den neu gegründeten Staat zurück, und das iranische Militär stellte die iranische Kontrolle im November 1946 wieder her.
Nach Tadeusz Swietochowski:

„Die Sowjets erkannten, dass ihre Ideen für den Iran nicht ausgereift waren. Die Angelegenheit mit Iranisch Aserbaidschan wurde zu einer der anfänglichen Auseinandersetzungen des Kalten Krieges, und die sowjetischen Kräfte zogen sich 1946 größtenteils unter dem Druck der Westmächte zurück. Die autonome Republik brach bald danach zusammen, und die Mitglieder der Demokratischen Partei suchten Zuflucht in der Sowjetunion, um der iranischen Rache zu entkommen. In Täbris begrüßte jetzt dieselbe Menschenmenge, die noch kurz zuvor der autonomen Republik applaudiert hatte, die zurückkehrenden iranischen Truppen, und aserbaidschanische Studenten verbrannten öffentlich Bücher in ihrer Muttersprache. Die Masse der Bevölkerung war offenbar nicht einmal für eine regionale Selbstregierung bereit, solange sie einen Beigeschmack von Separatismus hatte.“

 Nach Gary R. Hess:

„Am 11. Dezember rückten iranische Truppen in Täbris ein, und die Pischevari-Regierung brach schnell zusammen. Allerdings wurden die Iraner durch die Bevölkerung Aserbaidschans, die eine Vorherrschaft Teherans einer Moskaus vorzog, begeistert begrüßt. Die Bereitschaft der Sowjets, auf ihren Einfluss in Iranisch-Aserbaidschan zu verzichten, ergab sich vermutlich aus mehreren Faktoren, darunter aus der Einsicht, dass man es mit der Stimmungsmache für die Autonomie übertrieben hatte und dass Ölkonzessionen das eigentliche Langzeitziel der Sowjetunion waren.“

Mitte Dezember 1946 rückte die iranische Armee in Täbris ein und bereitete der ARA nach einem Jahr ein Ende.
Viele der Führer suchten Zuflucht in der Aserbaidschanischen SSR. Dschaʿfar Pischewari, der nie das volle Vertrauen von Stalin hatte, starb bei einem Autounfall unter mysteriösen Umständen. Ministerpräsident Kordary wurde viele Jahre lang inhaftiert und wurde später aufgrund der Bemühungen seines Bruders Kazem Kordary entlassen.

## Dokumente

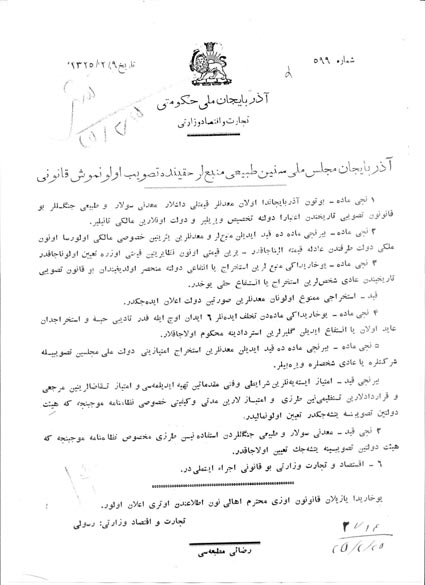
Ein offizielles Dokument mit der ARA
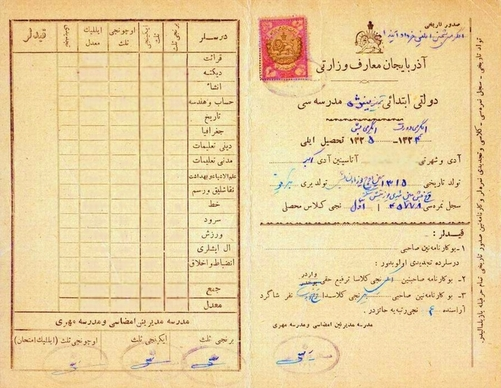
Der zweite Teil des Dokumentes
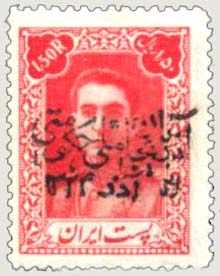
Eine alte Briefmarke mit dem Stempel der Aserbaidschanischen Volksregierung